# Сунак, Риши
Ри́ши Су́нак (англ. Rishi Sunak, произношение: МФА: /ˈrɪʃi ˈsuːnæk/о файле; род. 12 мая 1980, Саутгемптон, Гэмпшир, Великобритания) — британский государственный и политический деятель пенджабского происхождения. Премьер-министр Великобритании c 25 октября 2022 по 5 июля 2024 года.
Первый в британской истории премьер-министр не «белый» и индуистского вероисповедания. С 2022 по 2024 год возглавлял Консервативную партию Великобритании.
В прошлом — главный секретарь (2019—2020) и Канцлер казначейства Великобритании (2020—2022).

## Биография
Риши Сунак родился 12 мая 1980 года в Саутгемптоне, в семье врача общей практики в государственной системе здравоохранения Яшвира Сунака и фармацевта Уши Сунак. Родители Сунака, индийского происхождения, иммигрировали в Британию из Восточной Африки, куда в свою очередь их родители переселились в колониальные времена из Пенджаба, причём как с территории современной Индии, так и с территории нынешнего Пакистана. Отец, Яшвир Сунак, родился и вырос в колонии и протекторате Кения (современная Кения), работает врачом общей практики в Национальной службе здравоохранения. Его мать, Уша Сунак, родилась в Танганьике (которая позже стала частью Танзании), была фармацевтом и владела аптекой Сунак в Саутгемптоне в период с 1995 по 2014 год, а также имеет степень Астонского университета.
Среднее образование получил в престижной частной школе — Винчестерском колледже. В 2001 году окончил Линкольн-колледж Оксфордского университета, где изучал философию, политику и экономику. В 2001—2004 годах работал в Goldman Sachs, затем получил степень магистра делового администрирования в Стэнфордском университете. Вернулся в Сити и работал в хедж-фонде TCI. Основал глобальную инвестиционную компанию с оборотом в 1 млрд долларов, специализировавшуюся на поддержке малого бизнеса в Великобритании.

### Политическая карьера
В 2015 году победил на парламентских выборах в округе Ричмонд (Йоркс) с результатом 51,4 %, ухудшив на 11 % аналогичный показатель консерваторов на выборах 2010 года. Тем не менее, победа оказалась убедительной: сильнейший из соперников, кандидат от Партии независимости Мэттью Кук заручился поддержкой всего лишь 15,2 % избирателей. В 2017 году Сунак получил уже 63,9 % голосов, а оставшийся вторым лейборист Дэн Перри — 23,4 %.
9 января 2018 года премьер-министр Тереза Мэй организовала массовые кадровые перестановки младших министров, в результате которых Риши Сунак впервые был привлечён к работе в правительстве, на должности парламентского помощника министра жилищно-коммунального хозяйства, общин и местного самоуправления.
24 июля 2019 года назначен главным секретарём Казначейства при формировании правительства Бориса Джонсона, получив право в случае необходимости участвовать в заседаниях Кабинета.
12 декабря 2019 года одержал в своём округе победу с результатом 63,6 %, не оставив ни единого шанса сильнейшему из соперников, лейбористу Томасу Кирквуду (16,4 %).

### Канцлер Казначейства
13 февраля 2020 года перемещён во втором кабинете Джонсона на должность канцлера Казначейства после отставки Саджида Джавида.
В 2020 году ввиду распространения коронавирусной инфекции COVID-19 обеспечивал меры финансовой помощи владельцам закрытых ресторанов и добился переноса утверждения бюджета на более поздний срок. Будучи сторонником выхода Великобритании из Евросоюза, всё же вступил в конфронтацию с Борисом Джонсоном по вопросу заключения соглашения с ЕС об условиях дальнейшего экономического взаимодействия (в отличие от премьер-министра, готового в случае необходимости к полному отказу от сделки, Сунак считал необходимым подписание договорённости к 15 октября 2020 года).
8 июля 2020 года Сунак обнародовал план выхода из кризиса, заявив о мерах к сохранению рабочих мест, и сообщил, что с начала эпидемии правительство потратило 160 млрд фунтов стерлингов на преодоление её последствий. По словам Сунака, схема оплачиваемых отпусков на время суровых антиэпидемических мер будет постепенно свёрнута к октябрю 2020 года (при этом собственники компаний должны получать помощь в объёме 1000 фунтов стерлингов за каждого сотрудника, отправленного в отпуск, что обойдётся казне в 9 млрд фунтов).
В марте 2021 года при подготовке нового государственного бюджета было объявлено, что общая стоимость антиковидных мер с марта 2020 года составила 280 млрд фунтов стерлингов.
5 июля 2022 года подал в отставку, отметив: «Было огромной честью исполнять эту роль, но я сожалею, что более не могу продолжать делать это с чистой совестью».

### Борьба за лидерство в Консервативной партии
13 июля 2022 года состоялся первый тур выборов партийного лидера, организованных после объявления об отставке Бориса Джонсона. На данном этапе за кандидатов голосовали парламентарии-консерваторы, и претенденты, оставшиеся на последнем месте или набравшие менее 30 голосов, выбывали из дальнейшей борьбы. Риши Сунак заручился поддержкой 88 депутатов и стал триумфатором голосования. На втором месте с 67 голосами осталась Пенни Мордонт, на третьем — Лиз Трасс (за её кандидатуру выступили 50 депутатов).
14 июля 2022 года по итогам второго тура первые три места распределились в том же порядке, но теперь Сунак набрал 101 голос, Мордонт — 83 и Трасс — 64.
20 июля 2022 года в последнем туре голосования парламентариев Сунак получил 135 голосов и вместе с Лиз Трасс (113 голосов) прошёл в финальный этап — голосование рядовых членов партии.
5 сентября стало известно, что новым лидером Консервативной партии избрана Лиз Трасс, набравшая 57,4 % голосов.
20 октября 2022 года Лиз Трасс подала в отставку с поста премьер-министра. В связи с этим на конец октября были назначены выборы нового лидера Консервативной партии, и, соответственно, премьер-министра. Риши Сунак вновь рассматривался как фаворит гонки, его шансы стать лидером партии и премьер-министром оценивались как 50 %.
24 октября 2022 года стал новым лидером Консервативной партии, оказавшись единственным кандидатом после отказа Бориса Джонсона и Пенни Мордонт от участия в выборах.

### Премьер-министр Великобритании

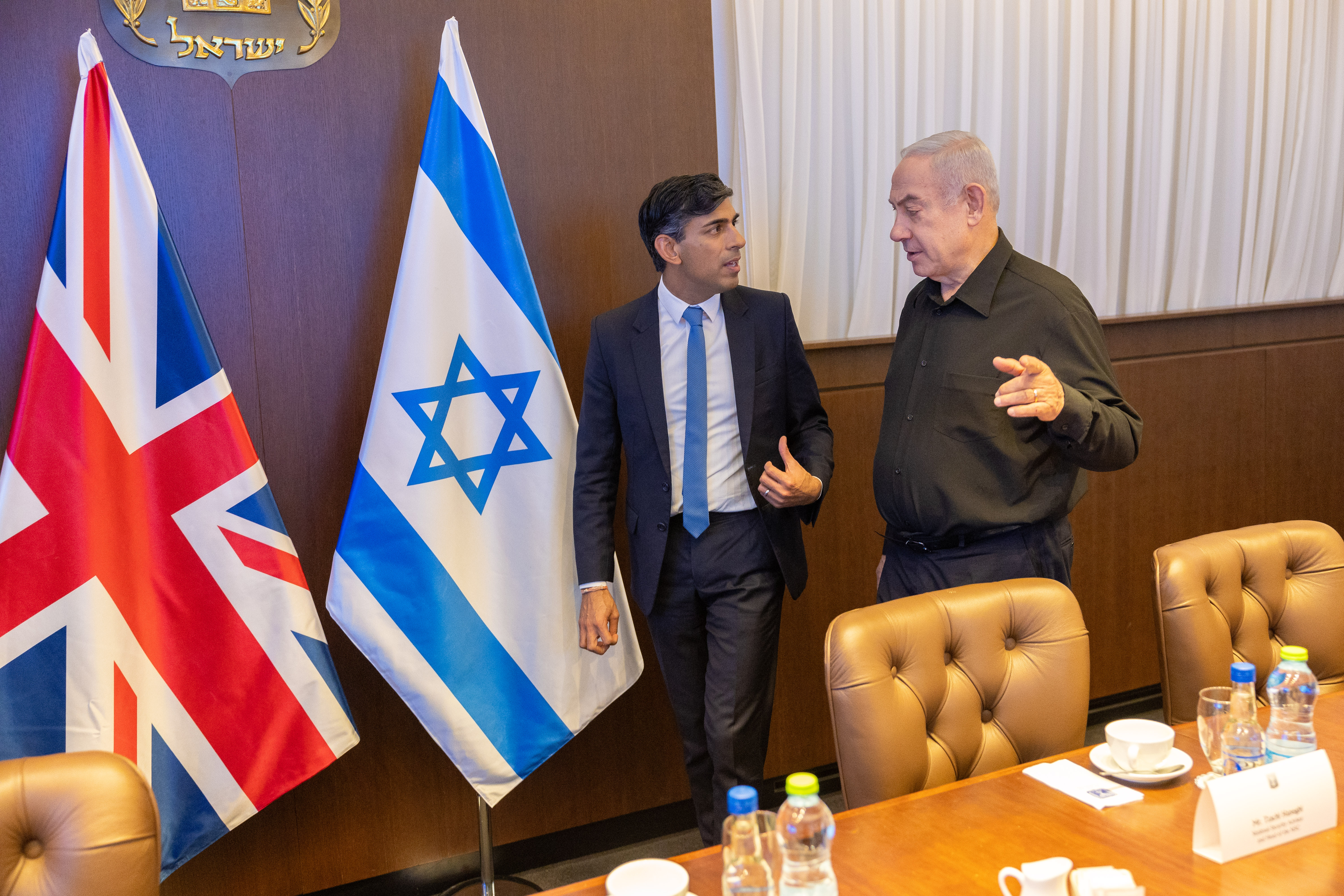
Сунак с премьер-министром Израиля Биньямином Нетаньяху в Тель-Авиве, Израиль, 19 октября 2023 года

25 октября 2022 года Сунак встретился в Букингемском дворце с королём Карлом III, который назначил его премьер-министром и поручил ему сформировать правительство. В тот же день Сунак сформировал свой кабинет, в котором несколько ключевых министров сохранили прежние портфели.
14 января 2023 года объявил о намерении предоставить 14 танков Challenger 2 Украине, а также призвал Германию и других союзников начать поставки тяжёлой военной техники этой стране, чтобы использовать «окно возможностей», пока Россия восстанавливает силы после имевших место неудач.
20 июля 2023 года состоялись дополнительные выборы в Палату общин в трёх округах, считавшихся надёжным оплотом консерваторов. Тем не менее, хотя бывший округ Бориса Джонсона партии с трудом удалось удержать, поражения в двух других были восприняты как проявление падения поддержки Консервативной партии избирателями в целом. В частности, победа в округе Селби и Эйнсти молодого лейбориста Кира Матера стала крупнейшей с 1945 года утратой большинства (на предыдущих выборах в этом округе консерваторы одержали верх, опередив лейбористского кандидата на 20 137 голосов). На фоне выборов в Палату общин рейтинг премьер-министра среди британцев оказался на рекордно минимальном уровне — 60 % опрошенных агентством YouGov британцев негативно воспринимали политику главы правительства и только 25 % оценивают её в положительном ключе.
19 октября 2023 года по итогам дополнительных выборов ещё в двух округах консерваторы потерпели поражение в обоих. При этом округ Мид Бедфордшир, где бывший министр Надин Доррис отказалась от мандата, консерваторы неизменно удерживали с 1931 года, а в округе Тамворт, «освободившемся» после скандальной отставки Криса Пинчера, лишились перевеса в 19 634 голоса, что стало крупнейшей с 1945 года потерей поддержки консерваторов с переходом округа лейбористам.
Сунак осудил нападение ХАМАС на Израиль 7 октября 2023 года, а в связи с требованиями пропалестинских активистов осудить войну в Газе и прекратить поставки вооружений Израилю Сунак заявил, что «шокирован кровопролитием», но признал право еврейского государства на оборону.
25 апреля 2024 года вступил в силу поддержанный Сунаком закон о создании в Руанде лагерей временного содержания для иммигрантов, запросивших политическое убежище в Великобритании.
2 мая 2024 года состоялись выборы 107 местных советов в Англии, по итогам которых консерваторы утратили большинство в 10 советах и сохранили его только в 6, а лейбористы потеряли 2 совета, получили 10 новых и сохранили контроль над 40. Исход голосования стал одним из худших для Консервативной партии за последние 40 лет.
22 мая 2024 года Сунак официально объявил о назначении парламентских выборов на 4 июля 2024 года.
11 июня 2024 года была опубликована предвыборная программа консерваторов, основные пункты которой заключались в следующем: 1) снижение налогов к 2030 году на 17 млрд фунтов стерлингов (преимущественно за счёт сокращения на 2 % отчислений на пенсионное страхование); 2) повышение в следующие пять лет количества проданных новых домов до 1,6 млн за счёт снижения гербового сбора на покупку недвижимости стоимостью до 425 тыс. фунтов стерлингов в случае, если это первая покупка; 3) сокращение вдвое количества мигрантов с 685 тыс. в 2023 году посредством сокращения количества выданных рабочих и семейных виз (в 2010 году, когда консерваторы пришли к власти, количество переехавших на жительство в Великобританию превысило количество выехавших на 250 тыс., в 2022 году, когда Сунак возглавил правительство, на 764 тыс.); 4) отправка в Руанду мигрантов на период рассмотрения их просьб о политическом убежище в Великобритании.
4 июля 2024 года консерваторы потерпели сокрушительное поражение на парламентских выборах, получив 23,7 % голосов, которые обеспечили им 121 место в Палате общин — на 244 меньше, чем они имели перед выборами (лейбористы увеличили своё представительство на 210 мандатов, доведя его до 412). Исход голосования оказался худшим в истории партии — ранее таковым считались 156 мест, полученных по итогам выборов 1906 года.
5 июля 2024 года Сунак подал в отставку с должностей премьер-министра и лидера партии.

### Лидер оппозиции
8 июля 2024 года Сунак объявил состав своего временного теневого правительства на период до избрания нового лидера партии.
2 ноября 2024 года объявлено об избрании новым лидером консерваторов Кеми Баденок.

### Дальнейшая деятельность
В январе 2025 года стал приглашённым действительным членом учёного совета Гуверовского института при Стэнфордском университете и почётным членом преподавательского общества Школы государственного управления при Оксфордском университете, основанной Леном Блаватником.
В июле 2025 года занял должность главного советника Goldman Sachs.

## Личная жизнь

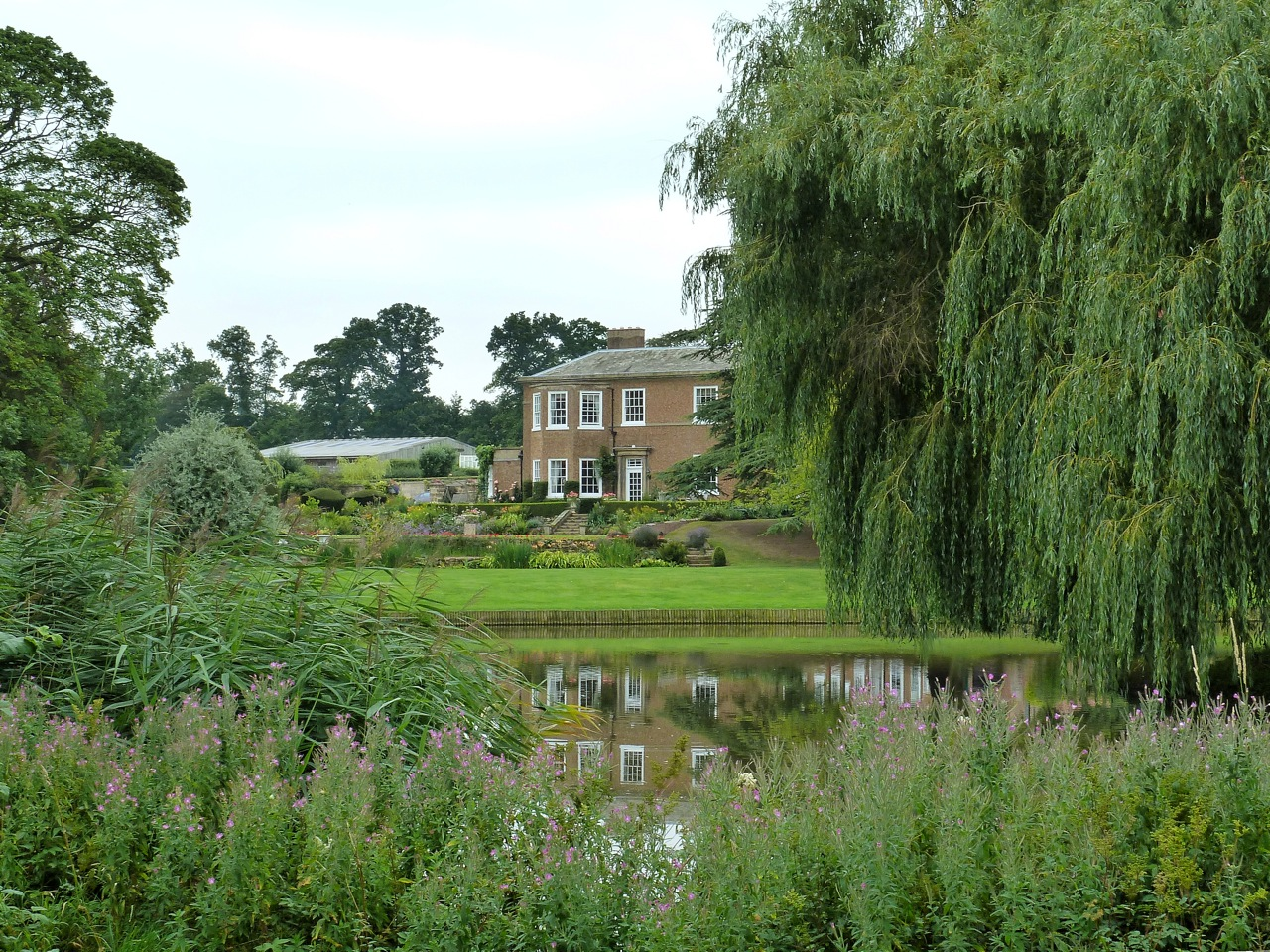
Поместье Кирби Сигстон, принадлежащее Сунаку и Мурти

По религиозным убеждениям Сунак является индуистом.
Риши Сунак женат на Акшате, дочери соучредителя компании Infosys Нараяны Мурти. Есть две дочери: Кришна (род. 2011) и Анушка (род. 2013).
В мае 2022 года Сунак стал первым политиком первого ряда, попавшим в составленный газетой «The Sunday Times» список богатейших людей Великобритании (его общий с женой капитал оценён в 730 млн фунтов стерлингов, что обеспечило им 222-е место в рейтинге).

## Награды
- Орден Свободы (Украина, 12 января 2024) — за выдающиеся личные заслуги в укреплении украинско-британского межгосударственного сотрудничества, поддержку государственного суверенитета и территориальной целостности Украины[56]